# John Bull
A John Bull egy Angliában gyártott, de az USA-ban üzemeltetett gőzmozdony volt. A mozdonyt 1831. szeptember 15-én használták először, és a legöregebb működőképes gőzmozdony lett a világon, amikor a Smithsonian Institution 1981-ben ismét üzembe helyezte. A John Bullt a Robert Stephenson and Companytól vásárolták a Camdennek and Amboy Railroadnak, az első vasútnak New Jerseyben. A vasút a Stevens becenevet adta a mozdonynak. A C&A 1833 és 1866 között használta a mozdonyt, majd kivonták a forgalomból és egy raktárba tették. Később a mozdony számos kiállítás féltett és értékes darabja volt.

## Története
A mozdony az Atlanti-óceánon át érkezett meg Amerikába a Camdennek and Amboy Railroadnak rendelésére. A gép darabokra szedve, ládákban utazott. Isaac Dripps, a C&A mérnökének volt a feladata a mozdony újjáépítése. A mérnök saját tudása alapján szerelte össze, mert a gőzöshöz semmiféle rajz vagy összeszerelési útmutató nem járt. 1831 szeptemberében közlekedett először. A neve pedig Steevens lett, mint a megrendelő vasúttársaság akkori igazgatója,  Robert L Stevens. A vasutasok azonban inkább John Bullnak hívták, mint a karikatúrában szereplő angol urat. Később ez a név szélesebb körben elterjedt és végleg kiszorította a Steevens nevet.

## Kronológia
- 1831. június 18.: A John Bull elkészül a Stephenson and Company gyárban, Angliában.
- 1831. július 14.: A John Bull elhagyja Liverpoolt az Allegheny hajó fedélzetén.
- 1831. szeptember 4.: A John Bull megérkezik Philadelphiába.
- 1831. szeptember 15.: A John Bull bemutatója New Jerseyben.
- 1876: A John Bullt bemutatják az United States Centennial Exposition-nél Philadelphiában.
- 1883: A Pennsylvania Railroad bemutatja John Bullt a National Railway Appliance Exhibitionnél az Illinois állambeli Chicagóban.
- 1884: A Smithsonian Institution veszi át John Bullt a Pennsylvania Railroadtól
- 1893: A John Bull Chicagóba kerül a világkiállításra.
- 1927: A Baltimore and Ohio Railroad kölcsönkéri John Bullt
- 1981. szeptember 15-e: A John Bull a 150. születésnapját ünnepli, és a legöregebb működőképes gőzmozdonnyá válik a világon.
- 1985: A John Bullt a texasi Dallasba viszik egy repülőgép fedélzetén egy kiállításra. Ez a legöregebb repülőn szállított mozdony.

## Lásd még
- LMR 57 Lion